# Zrnovci
Zrnovtsi (Macedonisch: Зрновци) is een gemeente in Noord-Macedonië.
Zrnovtsi telt 3264 inwoners (2002). De oppervlakte bedraagt 55,82 km², de bevolkingsdichtheid is 58,5 inwoners per km².